# IBM PC Text

IBM PC Text Version 4

DisplayWrite, im deutschsprachigen Raum PC Text, ist eine erstmals 1980 veröffentlichte Familie von Textverarbeitungsprogrammen des Herstellers IBM.

## Für Textverarbeitungssysteme, Mini- und Großrechner

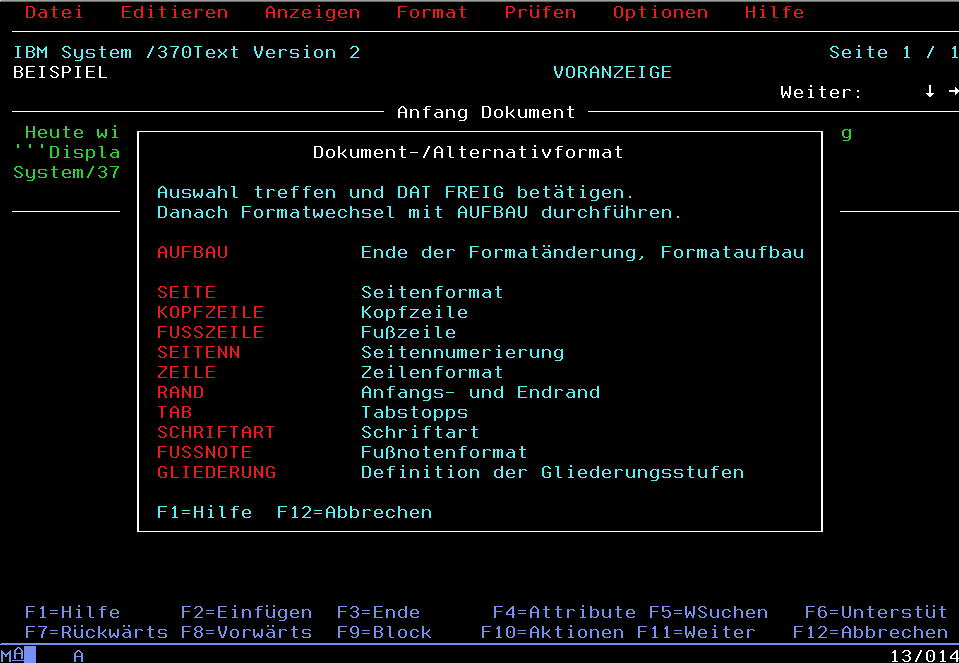
/370Text Screenshot

DisplayWrite lief zunächst auf dem IBM 6580 DisplayWriter (im deutschsprachigen Raum: Schreibsystem) – einem von 1980 bis 1986 vertriebenen Textverarbeitungssystem, das die Nachfolge der elektrischen Schreibmaschinen antreten sollte. Ende der 1980er Jahre war weiterhin eine Programmversion namens DisplayWrite/36 für die IBM-Minirechner vom Typ System/36 erhältlich. Heute wird das Programm nur noch in Form der WYSIWYG-Textverarbeitung DisplayWrite/370 (im deutschsprachigen Raum /370Text) auf System/370-Großrechnern unterstützt.
Um die DisplayWrite-Texteditorenfamilie auf allen von IBM vertriebenen Betriebssystemen anbieten zu können, war letztere Version bereits in den 1980er Jahren entwickelt worden. Sie besaß zahlreiche moderne Funktionen, die für heutige Textverarbeitungen wie selbstverständlich erscheinen, zum Beispiel automatischen Zeilenumbruch, verschiedene Schriften, Seitenformatierung, Kopf- und Fußzeilen, Rechtschreibprüfung, automatische Worttrennung am Zeilenende etc. Eine Besonderheit und Einschränkung allerdings ist das einzige von ihm unterstützte Eingabegerät, das Terminal IBM 3270, das der Software keine Kontrolle über die betätigten Tasten bietet.

## Für Personal Computer

IBM PC Text Version 2, Startmaske

DisplayWrite oder PC Text, so die Bezeichnung auf dem deutschen Markt, ist die Version für PC DOS und für OS/2. Während Version 2 aus dem Jahr 1984 nur rudimentäre Funktionen (darunter allerdings auch schon ein Rechtschreibkorrekturprogramm) besaß, enthielt die mit der Maus bedienbare Version 4 von 1987 unter anderem Funktionen für Serienbriefe oder erweiterte Textdarstellungsoptionen, allerdings noch ohne WYSIWYG. Die mit dem Programm erstellten Dokumente benutzten als Dateinamenserweiterung das Kürzel „DOC“ (nicht zu verwechseln mit dem Microsoft-Word-Format). Für Großrechner können Texte in das RFT- (Revisable-Form Text) oder in das DCA-Format (Document Content Architecture), beides Standardformate auf IBM-Großrechnern, exportiert werden.
Nachdem mit DisplayWrite 4 bzw. IBM PC Text 4 im Jahr 1987 die erste Version dieses Programms für die neuen PS/2-Computer mit dem Betriebssystem OS/2 auf den Markt gekommen war, erschien im Dezember 1990 mit Version 5 die letzte Ausgabe für klassisches DOS.